# Chadron (Nebraska)
Chadron – miasto w Stanach Zjednoczonych, w stanie Nebraska, siedziba administracyjna hrabstwa Dawes.